# 宮城県道・福島県道46号白石国見線
宮城県道・福島県道46号白石国見線（みやぎけんどう・ふくしまけんどう46ごう しろいしくにみせん）は、宮城県白石市から小坂峠を経由し福島県伊達郡国見町に至る県道（主要地方道）である。

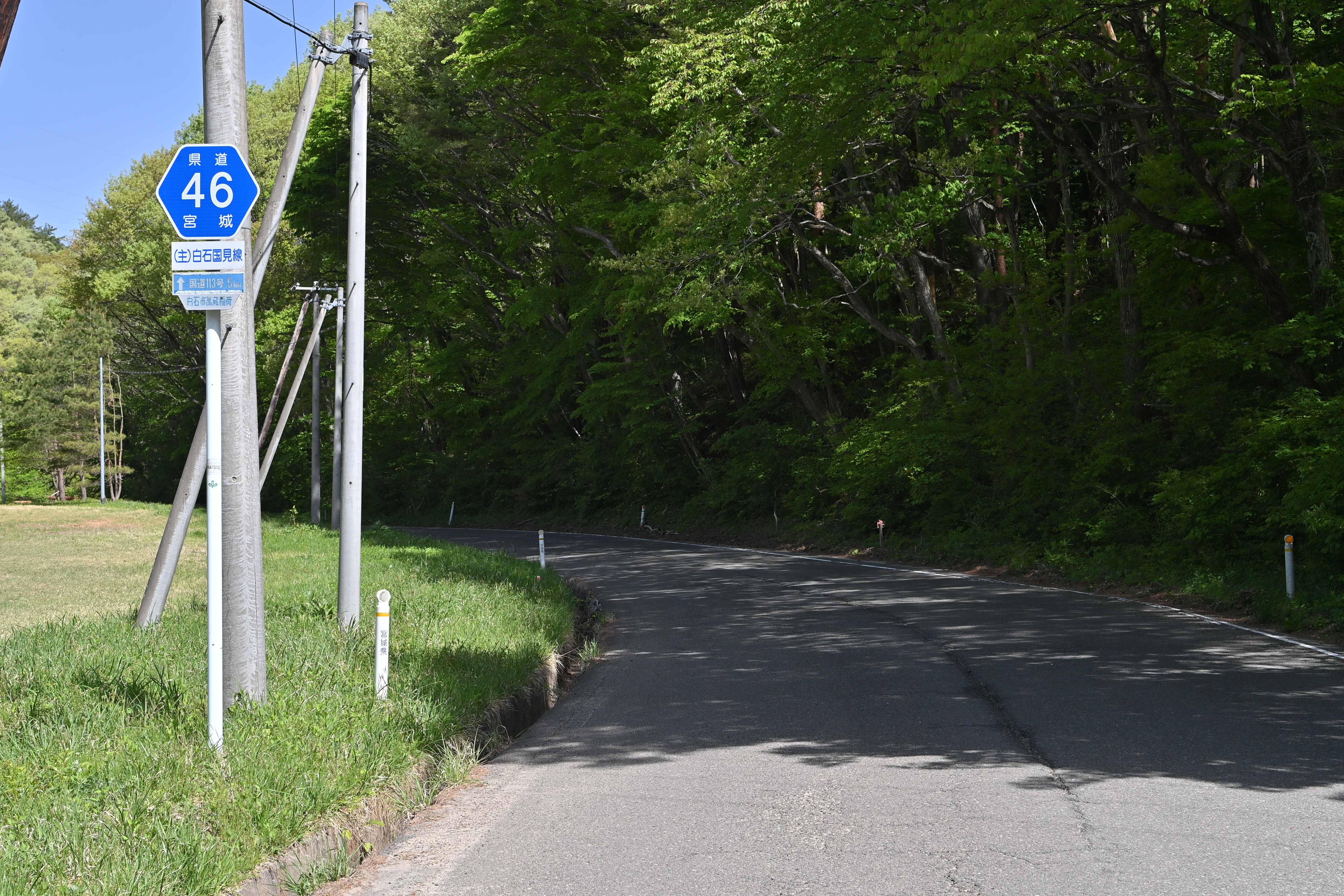
宮城県道46号白石国見線
白石市小原（2024年5月）

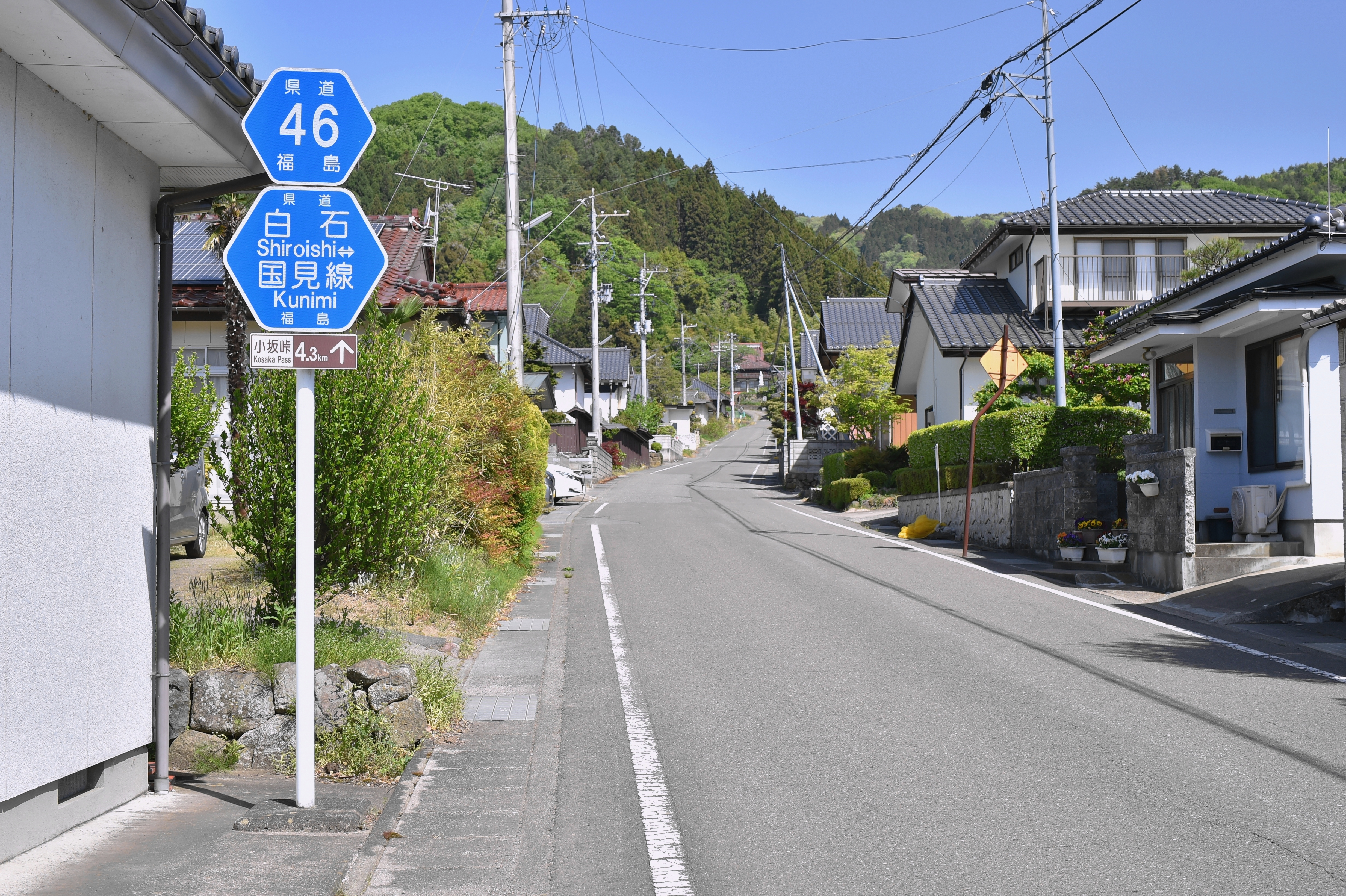
福島県道46号白石国見線
国見町小坂（2024年5月）

## 概要
もともとは、江戸時代初期から後期にかけて奥羽13藩の大名たちの参勤交代や幕府役人たちが利用した七ヶ宿街道（羽州街道）で、物資交流や出羽三山参りの旅人の往還路としても栄えた主要な街道であった。本路線は、七ヶ宿街道のうちの一部区間である白石市 - 国見町間を踏襲するもので、同街道の残存区間は山形県南陽市へ至る国道113号となっている。現在は県道の路線として主要地方道にも指定され、往時の街道が拡幅されて舗装された道となったが、道筋には当時の面影を残す宿場跡が残されている。

### 路線データ
- 実延長：14,030 m
  - 宮城県側：7,069.6 m[2]
  - 福島県側：6,960 m[3]
- 起点：宮城県白石市小原（大熊大橋北詰）
- 終点：福島県伊達郡国見町大字塚野目字下三本木（公立藤田総合病院入口交差点）

## 歴史
- 1923年（大正12年）4月20日 - 宮城県が旧道路法に基づき、県道「桑折停車場下戸澤線」を路線認定。[4]
- 1958年（昭和33年）3月31日 - 宮城県が現行道路法に基づき一般県道14号として「下戸沢桑折線」を認定する。[5]
- 1961年（昭和36年）3月31日 - 宮城県が「下戸沢桑折線」を路線廃止し、改めて一般県道14号「下戸沢福島線」を路線認定する。[6]
- 1972年（昭和47年） - 小坂峠を越える現道が開通する。[7]
- 1982年（昭和57年）4月1日 - 建設省告示第935号が公布され、県道下戸沢福島線の一部、小坂藤田停車場線が主要地方道白石国見線として指定される。
- 1983年（昭和58年）1月11日 - 宮城県が主要地方道68号として「白石国見線」を路線認定[8]。同時に一般県道14号下戸沢福島線を路線廃止[9]。同日、福島県も同様に路線認定[10]。
- （月日不詳）[いつ?] - 国道113号の道路改良により起点がそれまでの白石市小原字六角から現在地に変更されたものと思われる。なお、起点を示す宮城県設置の道標は小原字六角に置かれたままである。[要出典]
- 1993年（平成5年）
  - 5月11日 - 建設省から、県道白石国見線が白石国見線として主要地方道に指定される[11]。
  - 10月19日 - 宮城県側で県道番号が決定[12]され、従前の主要地方道68号から、県道46号に変更される。（12月1日より施行）

## 路線状況

### 別名

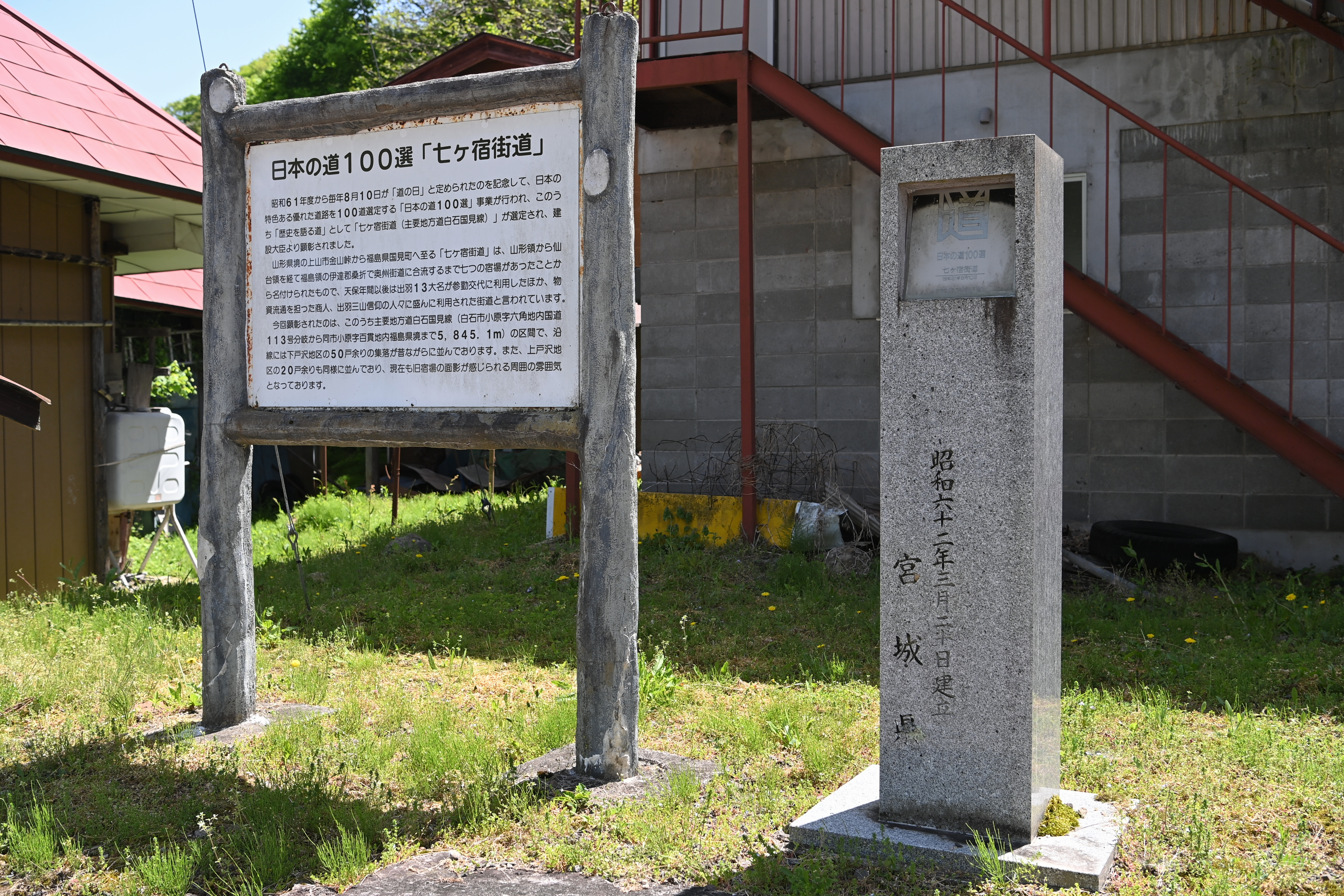
日本の道100選 顕彰碑「七ヶ宿街道」は、宮城県道46号白石国見線の上戸沢宿の旧道（現在は市道）沿いにある。

七ヶ宿街道
羽州街道を構成する街道のひとつ「山中通小坂越」。小坂峠（標高441 m）から金山峠（標高580 m）までの七つの宿場を結んでいる。七ヶ宿街道の名前は、江戸時代の上山領から仙台領を経て福島領の伊達郡桑折で奥州街道に合流するまでの間に、湯原宿・峠田宿・滑津宿・関宿・渡瀬宿・下戸沢宿・上戸沢宿の7カ所の宿場があったことに由来する。白石国見線沿いにはそのうち2つ、上戸沢宿、下戸沢宿があり、今もなお当時の面影を色濃く残しており、上戸沢地区では、当時の風情を残すためにマロンディック工法によるカラー舗装が採用されている。白石市内の国道113号（旧道）分岐から福島県境までの5.8 km区間は、1986年（昭和61年）8月10日に、旧建設省と「道の日」実行委員会により制定された「日本の道100選」にも選定されている。ちなみに金山峠は冬季閉鎖になるが小坂峠は冬季間も通行可能である。

### 交通量[14]
令和３年度・12時間交通量
- 白石市小原字桜下 - 267台
- 国見町小坂字北畠 - 1,546台

## 地理

### 通過する自治体
- 宮城県
  - 白石市
- 福島県
  - 伊達郡国見町

### 交差する道路
白石市内
- 国道113号（小原 起点）
- 宮城県道107号赤井畑国見線（小原字平石）

国見町内
- 福島県道353号国見福島線（小坂字西町裏）
- E4東北自動車道国見IC（小坂字前）
- 国道4号（塚野目字下三本木（藤田病院入口交差点） 終点）

### 沿線

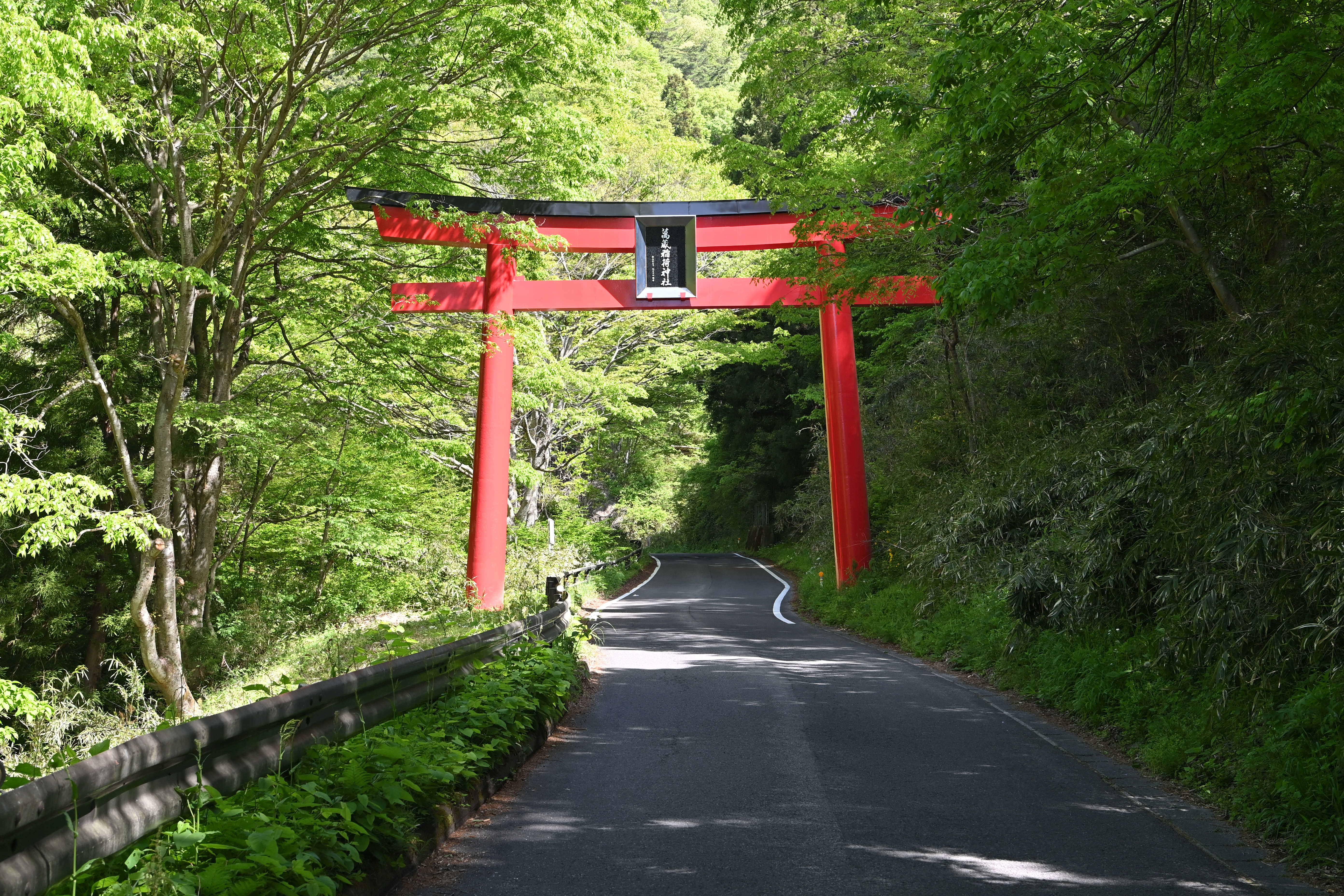
福島県道46号白石国見線に建つ萬蔵稲荷神社の大鳥居（福島県伊達郡国見町大字鳥取）

- 白石湯沢温泉
- 材木岩公園（白石市小原字上台）
- 萬蔵稲荷神社（白石市小原字馬頭山）
- 国見ニュータウン
- 藤田総合病院